# Estadio Icónico de Lusail
El estadio Icónico de Lusail (en inglés: Lusail Iconic Stadium; en árabe: ملعب لوسيل الأيقوني‎, romanizado: Malʿab Lūsaīl ad-Duwalī), también llamado estadio Lusail (en inglés, Lusail Stadium, en árabe, ملعب لوسيل), y denominado en ocasiones como estadio de Lusail, es un recinto multiusos ubicado en la ciudad de Lusail, Catar, a aproximadamente 20 kilómetros al norte de la capital, Doha.
Tiene una capacidad oficial de 88 966, y es utilizado principalmente para partidos de fútbol. Fue una de las sedes de la Copa Mundial de Fútbol de 2022, donde además se jugó la final.

## Historia
El estadio fue presentado el 6 de octubre de 2010 en Londres y se construyó especialmente para la realización de la Copa Mundial de Fútbol de 2022. El fallecido arquitecto alemán Albert Speer Jr. estuvo involucrado en el diseño del estadio.
El 15 de diciembre de 2018 se reveló el diseño del estadio oficial: techo recubierto con una capa de color plateado, su fachada recubierta con una capa de color dorado y, adentro, palcos y un hotel para los espectadores. Finalmente, dijeron que la capacidad sería de 80 000 espectadores, tomando en cuenta el diseño base de Albert.

## Tecnología
Todo el techado está cubierto por paneles solares que proporcionan electricidad al propio recinto y a las zonas aledañas. La parte central puede abrirse y cerrarse ante situaciones climatológicas adversas.
Debido a las altas temperaturas en Catar, que alcanzan los 50 °C en verano, hay un sistema de enfriamiento. El estadio está rodeado por agua, y los espectadores ingresan al mismo a través de seis puentes.

## Eventos

### Copa Mundial de Fútbol de 2022
El estadio albergó diez partidos de la Copa Mundial de Fútbol de 2022, incluyendo la final del torneo.
| Fecha                   | Equipo 1       | Resultado    | Equipo 2       | Ronda                 | Asistencia |
| ----------------------- | -------------- | ------------ | -------------- | --------------------- | ---------- |
| 22 de noviembre de 2022 | Argentina      | 1–2          | Arabia Saudita | Primera fase, grupo C | 88 012     |
| 24 de noviembre de 2022 | Brasil         | 2–0          | Serbia         | Primera fase, grupo G | 88 013     |
| 26 de noviembre de 2022 | Argentina      | 2–0          | México         | Primera fase, grupo C | 88 966     |
| 28 de noviembre de 2022 | Portugal       | 2–0          | Uruguay        | Primera fase, grupo H | 88 668     |
| 30 de noviembre de 2022 | Arabia Saudita | 1–2          | México         | Primera fase, grupo C | 84 985     |
| 2 de diciembre de 2022  | Camerún        | 1–0          | Brasil         | Primera fase, grupo G | 85 986     |
| 6 de diciembre de 2022  | Portugal       | 6–1          | Suiza          | Octavos de final      | 83 720     |
| 9 de diciembre de 2022  | Países Bajos   | 2–2 (3–4 p.) | Argentina      | Cuartos de final      | 88 235     |
| 13 de diciembre de 2022 | Argentina      | 3–0          | Croacia        | Semifinal             | 88 966     |
| 18 de diciembre de 2022 | Argentina      | 3–3 (4–2 p.) | Francia        | Final                 | 88 966     |

### Copa Asiática 2023
El estadio albergó dos partidos de la Copa Asiática 2023, el partido inaugural y la final.
| Fecha                 | Equipo 1 | Resultado | Equipo 2 | Ronda                 | Asistencia |
| --------------------- | -------- | --------- | -------- | --------------------- | ---------- |
| 13 de enero de 2024   | Catar    | 3–0       | Líbano   | Primera fase, Grupo A | 82 490     |
| 10 de febrero de 2024 | Catar    | 3–1       | Jordania | Final                 | 86 492     |

### Copa Intercontinental de la FIFA 2024
El estadio albergó la final de la Copa Intercontinental de la FIFA 2024.
| Fecha                   | Equipo 1    | Resultado | Equipo 2 | Ronda | Asistencia |
| ----------------------- | ----------- | --------- | -------- | ----- | ---------- |
| 18 de diciembre de 2024 | Real Madrid | 3–0       | Pachuca  | Final | 67 249     |

## Galería

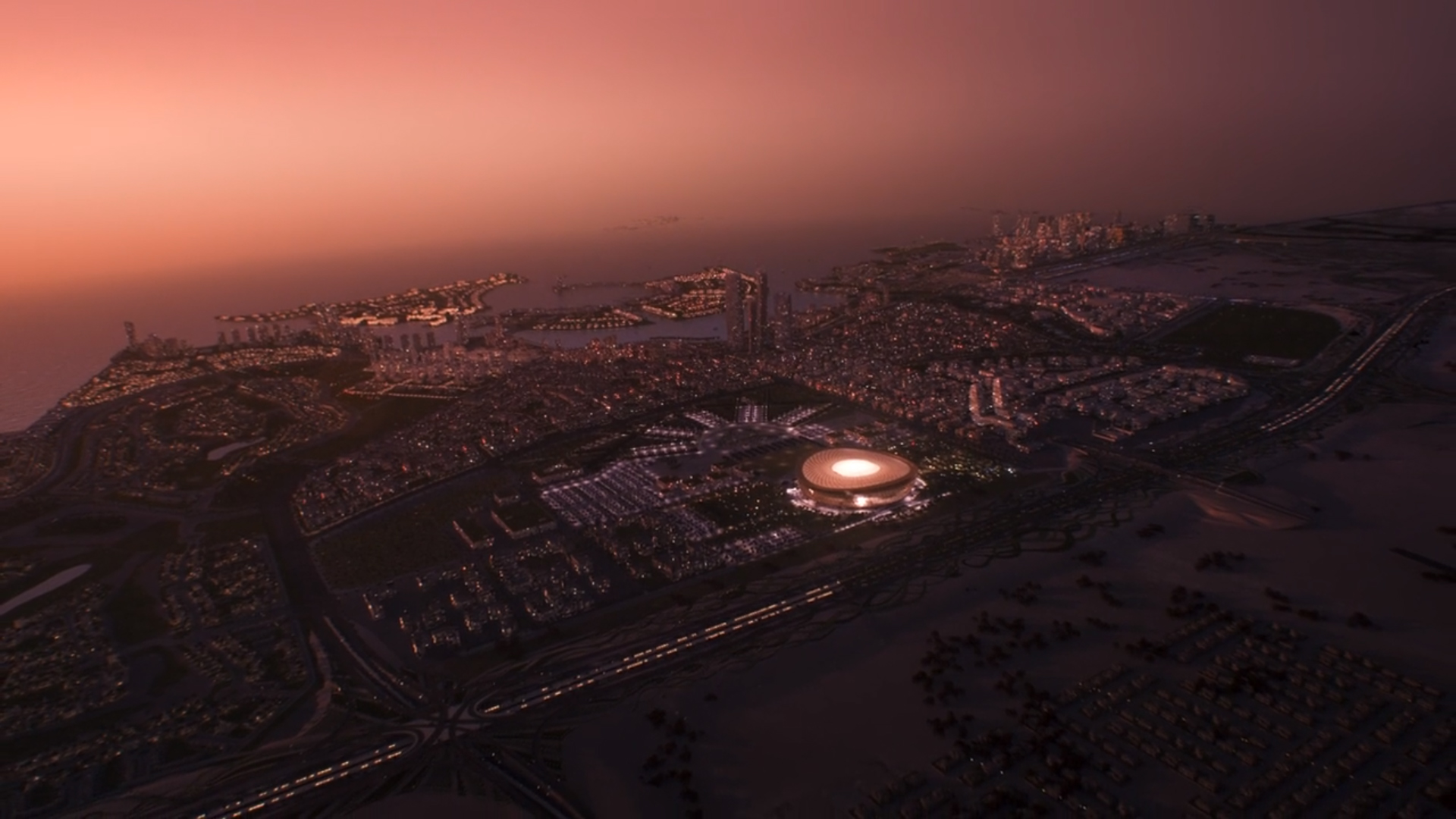
Representación artística del Estadio Icónico de Lusail al finalizar su construcción.
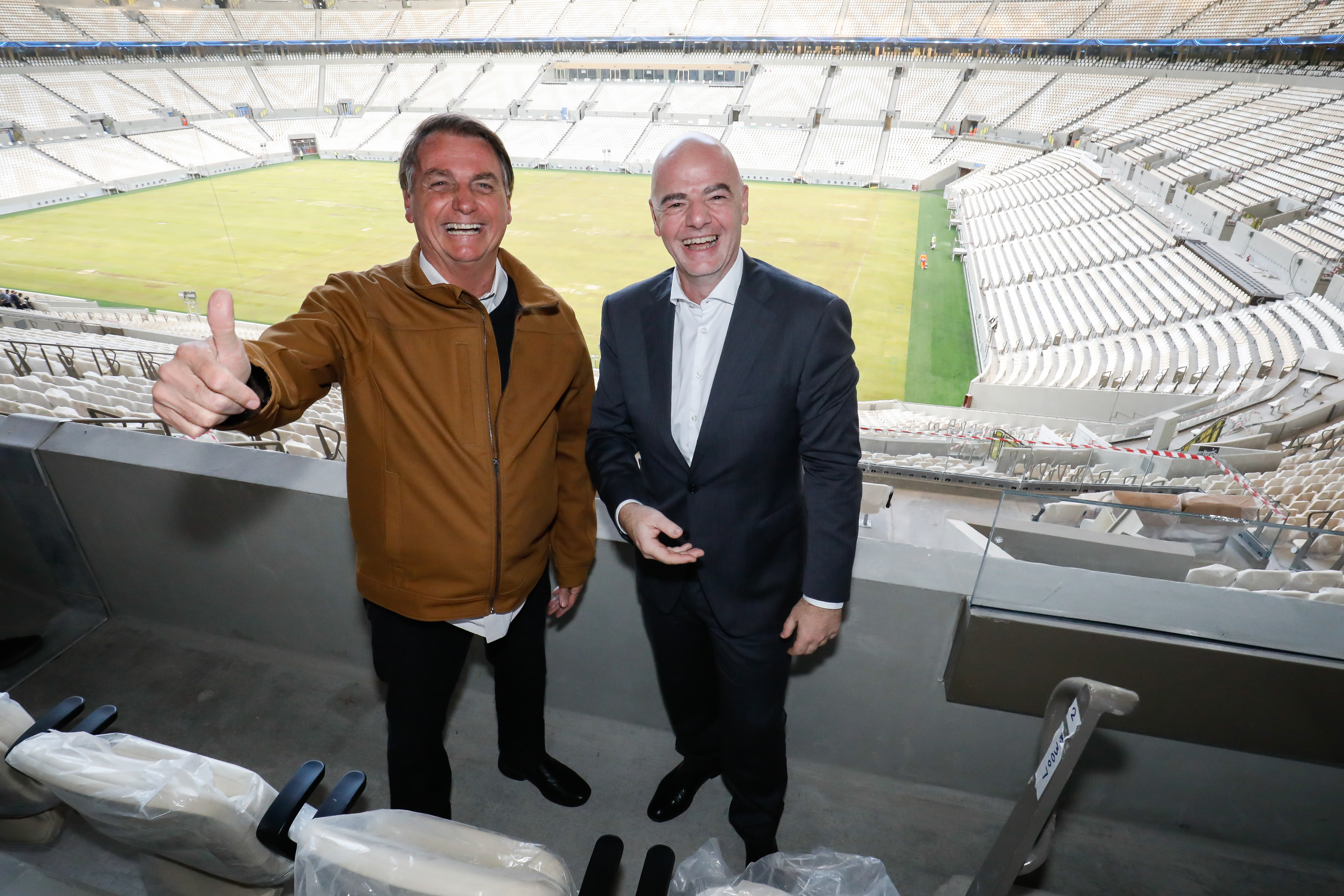
Los Presidentes de Brasil y de la FIFA durante una visita al recinto en noviembre de 2021.
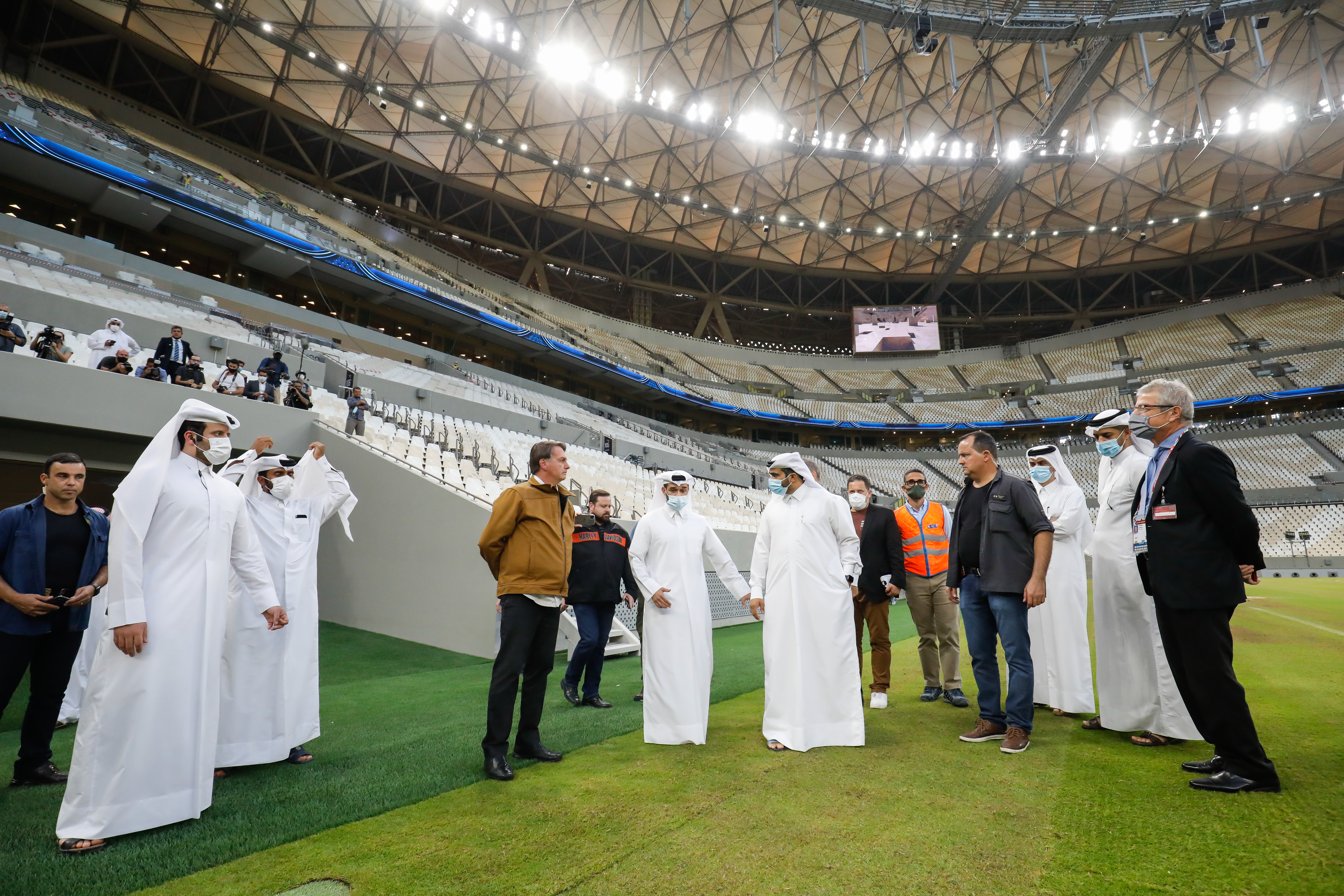
Presidente de Brasil al lado del campo de juego (noviembre 2021).
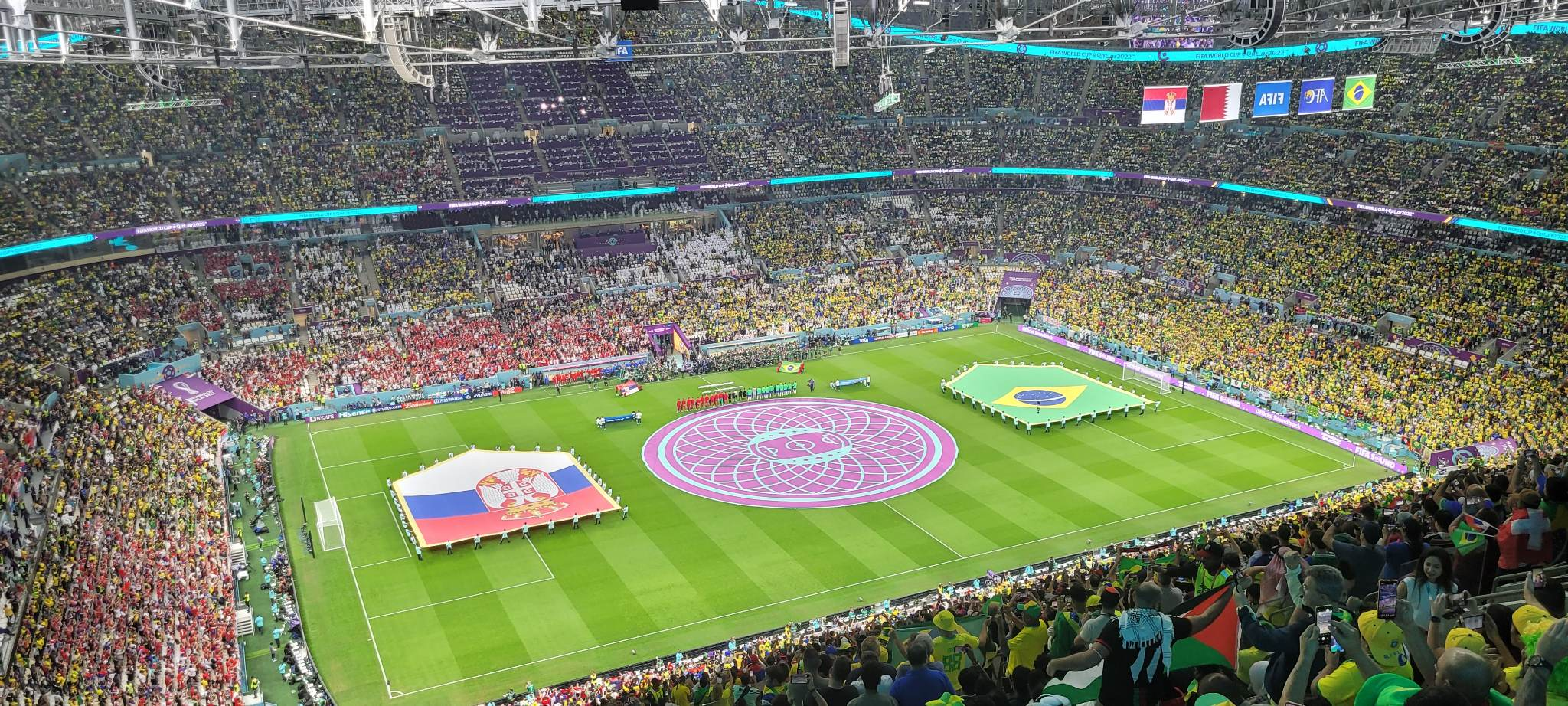
Interior del estadio durante el encuentro entre Brasil y Serbia por la fase de grupos de la Copa Mundial de la FIFA 2022.